# Rock 'n' Roll Kids
Chansons représentant l'Irlande au Concours Eurovision de la chanson
In Your Eyes
(1993) Dreamin'
(1995)
Chansons ayant remporté le Concours Eurovision de la chanson
 In Your Eyes
(1993)  Nocturne
(1995)
Rock 'n' Roll Kids ("Les enfants du Rock 'n' Roll") est la chanson gagnante du Concours Eurovision de la chanson 1994, interprétée par les chanteurs irlandais Paul Harrington et Charlie McGettigan. C'est la sixième victoire de l'Irlande à l'Eurovision et la 3e consécutive.

## À l'Eurovision
Elle est intégralement interprétée en anglais, langue nationale, comme l'impose la règle entre 1976 et 1999.